# Cnemidophorus ruthveni
Cnemidophorus ruthveni — вид ящірок родини теїдових (Teiidae). Ендемік Бонайре.

## Поширення і екологія
Cnemidophorus ruthveni мешкають на островах Бонайре і Клейн-Бонайре в групі Підвітряних островів в Карибському морі. Вони живуть в сухих чагарникових і кактусових заростях.